# Earle B. Mayfield
Earle Bradford Mayfield, född 12 april 1881 i Overton, Texas, död 23 juni 1964 i Tyler, Texas, var en amerikansk politiker (demokrat). Han representerade delstaten Texas i USA:s senat 1923-1929.
Mayfield utexaminerades 1900 från Southwestern University. Han studerade sedan juridik vid University of Texas at Austin. Han gifte sig 10 juni 1902 med Ora Lumpkin. Han inledde 1907 sin karriär som advokat i Meridian, Texas och han var ledamot av delstatens senat 1907-1913.
Mayfield var en av sex kandidater som utmanade sittande senatorn Charles A. Culberson i demokraternas primärval inför senatsvalet 1922. I primärvalets andra omgång besegrade han tidigare guvernören James E. Ferguson. Mayfield profilerade sig som förespråkare för alkoholförbud, medan Ferguson var känd för sitt motstånd till förbudslagen. Mayfield kallades "Ku Klux Klan-kandidaten" av sina motståndare. Han försökte själv att undvika frågan om Ku Klux Klan i sina valtal men klanen var på den tiden aktiv inom politiken i Texas och tog starkt ställning för alkoholförbud. George Peddy kandiderade som obunden kandidat med stöd från republikanerna i själva senatsvalet. Mayfield vann men Peddy överklagade valresultatet. Peddy hade visserligen förlorat med klar marginal men han argumenterade att Mayfield inte borde ha fått kandidera alls, eftersom han hade anmält sin kandidatur för sent. De övriga punkterna i Peddys överklagan var att hans namn inte hade förekommit på valsedlarna och att Mayfield hade fått stöd från klanen och dessutom spenderat en större summa i sin kampanj än vad som var tillåtet. Efter en två år lång undersökning förkastades Peddys överklagan.
Mayfield kandiderade till omval i senatsvalet 1928 men besegrades av kongressledamoten Tom Connally i demokraternas primärval. Han efterträddes i mars 1929 som senator av Connally.
Mayfield var frimurare. Hans grav finns på Oakwood Cemetery i Tyler.